# Springfield (Illinois)
Springfield, am Sangamon River gelegen, ist die Hauptstadt des US-amerikanischen Bundesstaates Illinois. Gleichzeitig ist die Stadt Verwaltungssitz des Sangamon County.
Im Jahr 2020 hatte Springfield 114.394 Einwohner.
Springfield liegt an der berühmten ehemaligen Route 66, die durch die Interstates 55, 44 und 40 weitgehend ersetzt wurde.

## Geschichte
Die Stadt hieß ursprünglich Calhoun, benannt nach dem Senator John C. Calhoun. 1832 nannte sie sich in Springfield um.
Das Gebiet der heutigen Stadt wurde um 1818 erstmals von Weißen besiedelt. Seit 1837 ist Springfield die Hauptstadt von Illinois. 1838 führte der Potawatomi Trail of Death durch Springfield; dabei handelte es sich um einen erzwungenen Todesmarsch der Potawatomi-Indianer.
Im Jahr 1853 wurde das römisch-katholische Bistum Springfield in Illinois als Bistum Quincy errichtet, 1857 in Bistum Alton und 1923 in Bistum Springfield in Illinois umbenannt.
Während des Sezessionskrieges spielte Springfield eine bedeutende Rolle für die Nordstaaten. Die Regimenter von Illinois wurden hier ausgebildet. Darunter auch solche, die unter der Führung des Generals Grant eine Siegesserie zwischen 1861 und 1862 errangen.
Camp Butler, 11 Kilometer nordöstlich von Springfield war Ausbildungslager aber auch Kriegsgefangenenlager. Während Geschäftsleute an den Soldaten verdienten, klagten Bürger der Stadt über Fehlverhalten von Soldaten außer Dienst.
Nach dem Bürgerkrieg wurde Springfield ein bedeutender Umschlagplatz im Eisenbahnwesen der USA. Außerdem war der Bergbau größter Arbeitgeber der Stadt. 1908 kam es zu rassistischen Ausschreitungen, bei denen sieben unbeteiligte Schwarze ermordet wurden. Dieses Verbrechen führte zur Gründung des NAACP.
Am 12. März 2006 wurde Springfield von zwei Tornados heimgesucht, die erhebliche Verwüstungen anrichteten.
Am 10. Februar 2007 verkündete Senator Barack Obama seine Kandidatur in Springfield, auf den Stufen des Old State Capitol. 2008 wurde er zum ersten schwarzen Präsidenten der USA gewählt.

## Demografische Daten
Nach der Volkszählung im Jahr 2010 lebten in Springfield 116.250 Menschen in 50.714 Haushalten. Die Bevölkerungsdichte betrug 830,4 Einwohner pro Quadratkilometer. In den 50.714 Haushalten lebten statistisch je 2,23 Personen.
Ethnisch betrachtet setzte sich die Bevölkerung zusammen aus 75,8 Prozent Weißen, 18,5 Prozent Afroamerikanern, 0,2 Prozent amerikanischen Ureinwohnern, 2,2 Prozent Asiaten sowie 0,7 Prozent aus anderen ethnischen Gruppen; 2,6 Prozent stammten von zwei oder mehr Ethnien ab. Unabhängig von der ethnischen Zugehörigkeit waren 2,0 Prozent der Bevölkerung spanischer oder lateinamerikanischer Abstammung.
22,9 Prozent der Bevölkerung waren unter 18 Jahre alt, 62,8 Prozent waren zwischen 18 und 64 und 14,3 Prozent waren 65 Jahre oder älter. 52,8 Prozent der Bevölkerung war weiblich.
Das mittlere jährliche Einkommen eines Haushalts lag bei 47.209 USD. Das Pro-Kopf-Einkommen betrug 28.542 USD. 16,2 Prozent der Einwohner lebten unterhalb der Armutsgrenze.

## Wirtschaft
Die Stadt ist ein Zentrum für Handel und Finanzen und liegt in einer der fruchtbarsten Getreideanbau- und Viehzuchtregionen der USA. Die Industriebetriebe in Springfield produzieren Maschinen, Fertignahrungsmittel, Metallwaren, Elektrogeräte, Baumaterialien, Farben und Matratzen.

## Sehenswürdigkeiten
Die Stadt unterhält zahlreiche Sehenswürdigkeiten, die mit dem 16. Präsidenten der Vereinigten Staaten, Abraham Lincoln, in Zusammenhang stehen. Lincoln gründete hier 1837 gemeinsam mit dem Rechtsanwalt John T. Stuart eine gemeinsame Kanzlei und wurde auch in Springfield begraben. Daneben können das Illinois State Capitol, das Staatsmuseum und andere Gebäude besichtigt werden, die mit der Funktion Springfields als Staatshauptstadt zu tun haben. Auch das Dana-Thomas-Haus, das von Frank Lloyd Wright entworfen wurde, steht dem Publikumsverkehr innerhalb bestimmter Öffnungszeiten zur Verfügung. Im August findet in Springfield die Illinois State Fair, eine Ausstellung von landwirtschaftlichen und industriellen Produkten mit Volksfestcharakter, statt.
Fünf Bauwerke und Stätten in Springfield haben den Status einer National Historic Landmark, darunter die Lincoln Home National Historic Site, das Grab Lincolns und das Old State Capitol. 63 Bauwerke und Stätten der Stadt sind im National Register of Historic Places (NRHP) eingetragen (Stand 3. November 2018).
Das Springfield 1908 Race Riot National Monument wurde 2024 deklariert.

## Städtepartnerschaften
Partnerstädte von Springfield in Illinois sind Ashikaga in Japan, San Pedro in Mexiko und Jining in der Volksrepublik China.

## Söhne und Töchter der Stadt
- William Jayne (1826–1916), Politiker
- James H. Slater (1826–1899), Politiker
- Peter D. Wigginton (1839–1890), Politiker
- Robert Todd Lincoln (1843–1926), Jurist, Unternehmer, Diplomat und Politiker, ältester Sohn von Abraham Lincoln und Mary Todd Lincoln
- Edward Baker Lincoln (1846–1850), zweiter Sohn von Abraham Lincoln und Mary Todd Lincoln
- William Wallace Lincoln (1850–1862), dritter Sohn von Abraham Lincoln und Mary Todd Lincoln
- Tad Lincoln (1853–1871), vierter und jüngster Sohn von Abraham Lincoln und Mary Todd Lincoln
- Helen Stewart (1854–1926), Pionierin
- Edward Lincoln Abel (1860–1926), Politiker
- Julius Rosenwald (1862–1932), Unternehmer
- Ed Barrow (1868–1953), Manager
- Albert Johnson (1869–1957), Politiker
- Nicholas Vachel Lindsay (1879–1931), Schriftsteller
- Douglass Cadwallader (1884–1971), Golfer
- Louis Paul Lochner (1887–1975), Journalist und Autor zahlreicher Bücher
- Marjorie Merriweather Post (1887–1973), Inhaberin von General Foods und Kunstsammlerin
- Bobby Watson (1888–1965), Schauspieler
- Seth Barnes Nicholson (1891–1963), Astronom
- Gladys Anslow (1892–1969), Physikerin und Hochschullehrerin
- Edmund H. Hansen (1894–1962), Film- und Tontechniker und zweifacher Oscarpreisträger
- Dutch Sternaman (1895–1973), American-Football-Spieler
- John Baptist Franz (1896–1992), Bischof von Peoria
- Joey Sternaman (1900–1988), American-Football-Spieler und -Trainer
- George Lott (1906–1991), Tennisspieler
- James L. Wassell (1913–2008), Foto- und Computertechniker und Oscar-Preisträger
- Barrett Deems (1914–1998), Jazz-Schlagzeuger und Bandleader
- Howard Clinebell (1922–2005), methodistischer Pastor und Professor für Seelsorge
- James L. Oakes (1924–2007), Jurist, Senior Circuit Judge des United States Court of Appeals for the Second Circuit
- June Christy (1925–1990), Sängerin
- Robin Roberts (1926–2010), Baseballspieler
- Herbert Blomstedt (* 1927), schwedischer Dirigent
- John E. Franz (* 1929), Chemiker
- William Luers (1929–2025), Diplomat
- John Porter East (1931–1986), Politiker
- Herman F. Zimmerman (* 1935), Artdirector und Szenenbildner
- Rick Lenz (* 1939), Schauspieler
- Stephen Verona (1940–2019), Drehbuchautor, Filmregisseur und Filmproduzent
- David Hammons (* 1943), Künstler
- Mickey Cottrell (1944–2024), Filmpublizist, Filmproduzent und Schauspieler
- Martin J. Oberman (* 1945), Jurist und Mitglied des Surface Transportation Board
- John W. Rosa (* 1951), Generalleutnant der United States Air Force
- Kevin Vann (* 1951), Bischof von Orange
- Dennis Luxion (* 1952), Pianist, Arrangeur und Komponist des Modern Jazz und Musikpädagoge
- Russell Smith (* 1954), Filmproduzent
- Dave Wolverton (1957–2022), Schriftsteller
- Susan Nolen-Hoeksema (1959–2013), Professorin für Psychologie an der Yale University
- Cheri Bustos (*  1961), Politikerin
- Sarah Glaser (* 1961), Seglerin
- Aaron Schneider (* 1965), Kameramann und Filmregisseur, Oscargewinner
- Brad Booker (* 1971), Filmproduzent und Animator
- Sarah Danielle Madison (1974–2014), Filmschauspielerin
- William Fitzsimmons (* 1978), Singer-Songwriter
- Dave Spina (* 1983), Eishockeyspieler
- Andre Iguodala (* 1984), Basketballspieler
- Cecily Strong (* 1984), Schauspielerin
- Kelci Bryant (* 1989), Wasserspringerin
- Kelsey Card (* 1992), Diskuswerferin
- Chase Ealey (* 1994), Kugelstoßerin
- Ryan Held (* 1995), Schwimmer

## Klima
|                       | Jan  | Feb  | Mär  | Apr  | Mai  | Jun  | Jul  | Aug  | Sep  | Okt  | Nov  | Dez  |   |       |
| Mittl. Tagesmax. (°C) | 0,3  | 2,9  | 10,0 | 17,7 | 23,7 | 28,8 | 30,5 | 29,0 | 25,9 | 19,3 | 10,9 | 2,9  | ⌀ | 16,9  |
| Mittl. Tagesmin. (°C) | −8,9 | −6,6 | −0,2 | 5,8  | 11,3 | 16,6 | 18,9 | 17,4 | 13,3 | 6,9  | 1,1  | −5,6 | ⌀ | 5,9   |
|                       |      |      |      |      |      |      |      |      |      |      |      |      |   |       |
| Niederschlag (mm)     | 38,4 | 45,0 | 82,3 | 93,5 | 91,9 | 87,1 | 89,4 | 83,6 | 84,6 | 66,0 | 64,3 | 69,3 | Σ | 895,4 |
|                       |      |      |      |      |      |      |      |      |      |      |      |      |   |       |
| Regentage (d)         | 5,7  | 5,7  | 9,1  | 8,7  | 7,9  | 7,4  | 7,2  | 6,6  | 7,2  | 6,5  | 7,1  | 7,5  | Σ | 86,6  |

| −8,9 |

| −6,6 |

| −0,2 |

| 5,8 |

| 11,3 |

| 16,6 |

| 18,9 |

| 17,4 |

| 13,3 |

| 6,9 |

| 1,1 |

| −5,6 |

| −8,9 |

| −6,6 |

| −0,2 |

| 5,8 |

| 11,3 |

| 16,6 |

| 18,9 |

| 17,4 |

| 13,3 |

| 6,9 |

| 1,1 |

| −5,6 |